# Pterophorus wahlbergi
Pterophorus wahlbergi là một loài bướm đêm thuộc họ Pterophoridae. Nó được tìm thấy ở Nhật Bản (Honshu, Kyushu, Tsushima), Trung Quốc, Sri Lanka, Ấn Độ, Nam Phi, St. Helena, Mauritius, Seychelles và đảo Rodriguez. Records for Úc where based on synonymisation with Stenodacma pyrrhodes.
Chiều dài cánh trước là 6–7 mm. Adults emerge từ tháng 4 đến tháng 10 in Japan.
Ấu trùng ăn các loài Oxalis (bao gồm Oxalis corniculata), Ipomoea batatas và Vitis indica. They feed on the leaf và pod of the host plant.